# ريد إدواردز
ريد إدواردز (بالإنجليزية: Red Edwards)‏ هو لاعب كرة قدم أمريكية أمريكي، ولد في 15 مارس 1904 في ويستون في الولايات المتحدة، وتوفي بنفس المكان في 22 ديسمبر 1981.